# Jules Schyl
Jules Victor Richard Schyl (egentligen Viktor Jules Richard Schylow), född 12 oktober 1893 i Köpenhamn, död 21 november 1977 i Malmö S:t Pauli församling, var en svensk teckningslärare, målare, grafiker och tecknare. 

## Familj
Han var son till fabrikören Ola Svensson och Ida Henriksson och från 1932 gift med Karin Johansson.   

## Utbildning
Schyl studerade i Stockholm vid Tekniska skolan 1913–1914 och genomgick 1914–1917 en teckningslärarutbildning vid Högre konstindustriella skolan. Samtidigt studerade han måleri vid Althins målarskola. Efter Stockholmstiden fortsatte han sina studier för Joakim Skovgaard, Gotfred Rode och Julius Paulsen vid Det Kongelige Danske Kunstakademi i Köpenhamn 1917–1919. Schyl genförde även under denna period ett stort antal studieresor till bland annat Tyskland (där han under en kort period bevistade en etsningskola i Dresden), Nederländerna, Frankrike och Italien.   
Han anställdes som teckningslärare vid Malmö stads yrkesskolor 1921 och kom senare att arbeta vid Malmö tekniska läroverk under en följd av år. Tillsammans med en grupp andra Skånemålare och skulptörer kom han att medverka i den skånska modernismens genombrott och han var en av grundarna till konstnärsgruppen De tolv 1924 och han var en av grundarna till Konstföreningen Aura 1928. I början av 1920-talet etablerade han en privat målarskola i Lund. När Schyl lämnade Stockholm 1917 bestod hans måleri av ett naturalistiskt måleri och med tiden i Köpenhamn kom han i kontakt med de nya konstriktningarna kubism, impressionism och expressionism men det var hans egna studier under resorna till Tyskland och Frankrike som han tillägnade sig den modernistiska konstformen.

## Utställningar
Tillsammans med NJ Mangor och G Wang ställde han ut i Köpenhamn 1918 och tillsammans med Evald Ask och Arvid Källström på Lunds universitets konstmuseum 1923. Separat ställde han ut i SDS-hallen 1939 och på Malmö museum 1944. Han medverkade sedan 1919 i samlingsutställningar arrangerade av Skånes konstförening och han deltog regelbundet i konstnärsgruppen De tolv från starten 1924 och med konstgruppen Aura deltog han ett 30-tal gånger. Dessutom medverkade han i utställningar arrangerade av Sveriges allmänna konstförening, Riksförbundet för bildande konst, utställningen av skånsk konst på Charlottenborg i Köpenhamn 1946, Skånekonstnärer på Liljevalchs konsthall i Stockholm 1951, Lhote och svenskarna på Arkiv för dekorativ konst i Lund 1961, Limhamns konstförenings utställning Facett på Malmö rådhus och i ett flertal utställningar med provinsiell konst på olika platser i Skåne. Bland hans offentliga arbeten märks muralmåleri på restaurang Åke Hans i Lund, rådhusets entré i Lund och Malmö nations lokaler i Lund.   

## Konst och stil
Hans konst består av figurstudier, landskap, stilleben, porträtt och i många av sina motiv har han hämtat inspiration från musiken och dansens värld, dansrestauranger och han återkom ofta till harlekiner och mandolinspelare utförda i olja samt teckningar, etsningar, akvatint, mezzotint och litografi.   

## Representation
Schyl är representerad vid Nationalmuseum, Lunds universitets konstmuseum, Moderna Museet, Tomelilla konstmuseum, Helsingborgs museum och Malmö konstmuseum.